# Collelongo
Collelongo község (comune) Olaszország Abruzzo régiójában, L’Aquila megyében.

## Fekvése
Az Abruzzo Nemzeti Park területén fekszik, a Fucino folyó völgyében. Határai: Balsorano, Civita d’Antino, Lecce nei Marsi, Ortucchio, San Vincenzo Valle Roveto, Trasacco és Villavallelonga.

## Története
A település első írásos említése 1220-ból származik, noha valószínűleg már a 11. század elején létezett. A középkorban nemesi családok birtoka volt, előbb a Spoletói Hercegséghez, majd a Nápolyi Királysághoz tartozott. Önállóságát a 19. század elején nyerte el, amikor a Nápolyi Királyságban felszámolták a feudalizmust.

## Népessége
A népesség számának alakulása:

## Főbb látnivalói
- Santa Maria Nuova-templom
- Santa Maria Delle Grazie-templom
- San Rocco-templom
- Madonna del Rosario-templom